# Birmingham Classic
Il Birmingham Classic, conosciuto anche come Lexus Birmingham Open per motivi di sponsorizzazione, è un torneo femminile di tennis. Si gioca al Edgbaston Priory Club, nel cuore della città di Birmingham in Gran Bretagna. Fin dal 1982 si gioca sull'erba e per questo è considerato come preparazione al torneo di Wimbledon. Dal 2009 al 2013 ha fatto parte della categoria International, dal 2014 al 2019 è passato a quella Premier, per tornare International dal 2020, anche se non viene disputato a causa della pandemia di COVID-19. Dal 2021 al 2024 il torneo viene classificato come WTA 250. Dal 2025, il torneo entra a far parte della categoria WTA 125 e si gioca la prima edizione maschile del torneo.

## Albo d'oro

### Singolare femminile
| Anno | Categoria     | Campionessa                           | Finalista                             | Punteggio                             |
| ---- | ------------- | ------------------------------------- | ------------------------------------- | ------------------------------------- |
| 1982 | WTA Tour      | Billie Jean King (1)                  | Rosalyn Fairbank Nideffer             | 6–2, 6–1                              |
| 1983 | WTA Tour      | Billie Jean King (2)                  | Alycia Moulton                        | 6–0, 7–5                              |
| 1984 | WTA Tour      | Pam Shriver (1)                       | Anne White                            | 7–6, 6–3                              |
| 1985 | WTA Tour      | Pam Shriver (2)                       | Betsy Nagelsen McCormack              | 6–1, 6–0                              |
| 1986 | WTA Tour      | Pam Shriver (3)                       | Manuela Maleeva Fragniere             | 6–2, 7–6(0)                           |
| 1987 | WTA Tour      | Pam Shriver (4)                       | Larisa Neiland                        | 4–6, 6–2, 6–2                         |
| 1988 | Tier V        | Claudia Kohde Kilsch                  | Pam Shriver                           | 6–2, 6–1                              |
| 1989 | Tier V        | Martina Navrátilová (1)               | Zina Garrison                         | 7–6(5), 6–3                           |
| 1990 | Tier IV       | Zina Garrison                         | Helena Suková                         | 6–4, 6–1                              |
| 1991 | Tier IV       | Martina Navrátilová (2)               | Nataša Zvereva                        | 6–4, 7–6(6)                           |
| 1992 | Tier IV       | Brenda Schultz McCarthy               | Jenny Byrne                           | 6–2, 6–2                              |
| 1993 | Tier III      | Lori McNeil (1)                       | Zina Garrison (2)                     | 6–4, 2–6, 6–3                         |
| 1994 | Tier III      | Lori McNeil (2)                       | Zina Garrison (3)                     | 6–2, 6–2                              |
| 1995 | Tier III      | Zina Garrison (2)                     | Lori McNeil                           | 6–3, 6–3                              |
| 1996 | Tier III      | Meredith McGrath                      | Nathalie Tauziat                      | 2–6, 6–4, 6–4                         |
| 1997 | Tier III      | Nathalie Tauziat (1)                  | Yayuk Basuki                          | 2–6, 6–2, 6–2                         |
| 1998 | Tier III      | Cancellato a causa della pioggia      | Cancellato a causa della pioggia      | Cancellato a causa della pioggia      |
| 1999 | Tier III      | Julie Halard                          | Nathalie Tauziat (2)                  | 6–2, 3–6, 6–4                         |
| 2000 | Tier III      | Lisa Raymond                          | Tamarine Tanasugarn                   | 6–2, 6(7)–7, 6–4                      |
| 2001 | Tier III      | Nathalie Tauziat (2)                  | Miriam Oremans                        | 6–3, 7–5                              |
| 2002 | Tier III      | Jelena Dokić                          | Anastasija Myskina                    | 6–2, 6–3                              |
| 2003 | Tier III      | Magdalena Maleeva                     | Shinobu Asagoe                        | 6–1, 6–1                              |
| 2004 | Tier III      | Marija Šarapova (1)                   | Tatiana Golovin                       | 4–6, 6–2, 6–1                         |
| 2005 | Tier III      | Marija Šarapova (2)                   | Jelena Janković                       | 6–2, 4–6, 6–1                         |
| 2006 | Tier III      | Vera Zvonarëva                        | Jamea Jackson                         | 7–6(12), 7–6(5)                       |
| 2007 | Tier III      | Jelena Janković                       | Marija Šarapova                       | 4–6, 6–3, 7–5                         |
| 2008 | Tier III      | Kateryna Bondarenko                   | Yanina Wickmayer                      | 7–6(7), 3–6, 7–6(4)                   |
| 2009 | International | Magdaléna Rybáriková                  | Li Na                                 | 6–0, 7–6(2)                           |
| 2010 | International | Li Na                                 | Marija Šarapova (2)                   | 7–5, 6–1                              |
| 2011 | International | Sabine Lisicki                        | Daniela Hantuchová                    | 6–3, 6–2                              |
| 2012 | International | Melanie Oudin                         | Jelena Janković (2)                   | 6–4, 6–2                              |
| 2013 | International | Daniela Hantuchová                    | Donna Vekić                           | 7–6(5), 6–4                           |
| 2014 | Premier       | Ana Ivanović                          | Barbora Záhlavová-Strýcová            | 6–3, 6–2                              |
| 2015 | Premier       | Angelique Kerber                      | Karolína Plíšková                     | 6(5)–7, 6–3, 7–6(4)                   |
| 2016 | Premier       | Madison Keys                          | Barbora Strýcová (2)                  | 6–3, 6–4                              |
| 2017 | Premier       | Petra Kvitová (1)                     | Ashleigh Barty                        | 4–6, 6–3, 6–2                         |
| 2018 | Premier       | Petra Kvitová (2)                     | Magdaléna Rybáriková                  | 4–6, 6–1, 6–2                         |
| 2019 | Premier       | Ashleigh Barty                        | Julia Görges                          | 6–3, 7–5                              |
| 2020 | International | Annullato per pandemia di Coronavirus | Annullato per pandemia di Coronavirus | Annullato per pandemia di Coronavirus |
| 2021 | WTA 250       | Ons Jabeur                            | Dar'ja Kasatkina                      | 7–5, 6–4                              |
| 2022 | WTA 250       | Beatriz Haddad Maia                   | Zhang Shuai                           | 5–4 rit.                              |
| 2023 | WTA 250       | Jeļena Ostapenko                      | Barbora Krejčíková                    | 7–6(8), 6–4                           |
| 2024 | WTA 250       | Julija Putinceva                      | Ajla Tomljanović                      | 6–1, 7–6(8)                           |
| 2025 | WTA 125       | Greet Minnen                          | Linda Fruhvirtová                     | 6-2, 6-1                              |

### Doppio femminile
| Anno | Categoria     | Campionesse                            | Finaliste                                     | Punteggio                             |
| ---- | ------------- | -------------------------------------- | --------------------------------------------- | ------------------------------------- |
| 1982 | WTA Tour      | Jo Durie Anne Hobbs                    | Rosie Casals Wendy Turnbull                   | 6–3, 6–2                              |
| 1983 | WTA Tour      | Billie Jean King Sharon Walsh (1)      | Beverly Mould Elizabeth Smylie                | 6–2, 6–4                              |
| 1984 | WTA Tour      | Leslie Allen Anne White                | Barbara Jordan Elizabeth Smylie (2)           | 7–5, 6–3                              |
| 1985 | WTA Tour      | Terry Holladay Sharon Walsh (2)        | Elise Burgin Alycia Moulton                   | 6–4, 5–7, 6–3                         |
| 1986 | WTA Tour      | Elise Burgin Rosalyn Fairbank          | Elizabeth Smylie (3) Wendy Turnbull (2)       | 6–2, 6–4                              |
| 1987 | WTA Tour      | Cancellato a causa della pioggia       | Cancellato a causa della pioggia              | Cancellato a causa della pioggia      |
| 1988 | Tier V        | Larisa Neiland (1) Nataša Zvereva (2)  | Leila Meskhi Svetlana Černeva                 | 6–4, 6–1                              |
| 1989 | Tier V        | Larisa Neiland (2) Nataša Zvereva (2)  | Meredith McGrath Pam Shriver                  | 7–5, 5–7, 6–0                         |
| 1990 | Tier IV       | Larisa Neiland (3) Nataša Zvereva (3)  | Lise Gregory Gretchen Magers                  | 3–6, 6–3, 6–3                         |
| 1991 | Tier IV       | Nicole Bradtke Elizabeth Smylie (1)    | Sandy Collins Elna Reinach                    | 6–3, 6–4                              |
| 1992 | Tier IV       | Lori McNeil (1) Rennae Stubbs          | Sandy Collins (2) Elna Reinach (2)            | 5–7, 6–3, 8–6                         |
| 1993 | Tier III      | Lori McNeil (2) Martina Navrátilová    | Pam Shriver (2) Elizabeth Smylie (4)          | 6–3, 6–4                              |
| 1994 | Tier III      | Zina Garrison Larisa Neiland (4)       | Catherine Barclay Kerry-Anne Guse             | 6–4, 6–4                              |
| 1995 | Tier III      | Manon Bollegraf Rennae Stubbs (2)      | Nicole Bradtke Kristine Kunce                 | 3–6, 6–4, 6–4                         |
| 1996 | Tier III      | Elizabeth Smylie (2) Linda Wild        | Lori McNeil Nathalie Tauziat                  | 6–3, 3–6, 6–1                         |
| 1997 | Tier III      | Katrina Adams Larisa Neiland (5)       | Nathalie Tauziat (2) Linda Wild               | 6–2, 6–3                              |
| 1998 | Tier III      | Els Callens (1) Julie Halard-Decugis   | Lisa Raymond Rennae Stubbs                    | 2–6, 6–4, 6–4                         |
| 1999 | Tier III      | Corina Morariu Larisa Neiland (6)      | Alexandra Fusai Inés Gorrochategui            | 6–4, 6–4                              |
| 2000 | Tier III      | Rachel McQuillan Lisa McShea           | Cara Black Irina Seljutina                    | 6–3, 7–6(3)                           |
| 2001 | Tier III      | Cara Black (1) Elena Lichovceva        | Kimberly Po-Messerli Nathalie Tauziat (3)     | 6–1, 6–2                              |
| 2002 | Tier III      | Shinobu Asagoe Els Callens (2)         | Kimberly Po-Messerli (2) Nathalie Tauziat (4) | 6–4, 6–3                              |
| 2003 | Tier III      | Els Callens (3) Meilen Tu              | Alicia Molik Martina Navrátilová              | 7–5, 6–4                              |
| 2004 | Tier III      | Marija Kirilenko Marija Šarapova       | Lisa McShea Milagros Sequera                  | 6–2, 6–1                              |
| 2005 | Tier III      | Daniela Hantuchová Ai Sugiyama         | Eléni Daniilídou Jennifer Russell             | 6–2, 6–3                              |
| 2006 | Tier III      | Jelena Janković Li Na                  | Jill Craybas Liezel Huber                     | 6–2, 6–4                              |
| 2007 | Tier III      | Chan Yung-jan Chuang Chia-Jung         | Sun Tiantian Meilen Tu                        | 7–6(3), 6–3                           |
| 2008 | Tier III      | Cara Black (2) Liezel Huber (1)        | Séverine Brémond Virginia Ruano Pascual       | 6–2, 6–1                              |
| 2009 | International | Cara Black (3) Liezel Huber (2)        | Raquel Kops-Jones Abigail Spears              | 6–1, 6–4                              |
| 2010 | International | Cara Black (4) Lisa Raymond            | Liezel Huber (2) Bethanie Mattek-Sands        | 6–3, 3–2 rit.                         |
| 2011 | International | Ol'ga Govorcova Alla Kudrjavceva       | Sara Errani Roberta Vinci                     | 1–6, 6–1, [10–5]                      |
| 2012 | International | Tímea Babos (1) Hsieh Su-wei (1)       | Liezel Huber (3) Lisa Raymond (2)             | 7–5, 6(2)–7, [10–8]                   |
| 2013 | International | Ashleigh Barty (1) Casey Dellacqua (1) | Cara Black (2) Marina Eraković                | 7–5, 6–4                              |
| 2014 | Premier       | Raquel Kops-Jones Abigail Spears       | Ashleigh Barty Casey Dellacqua                | 7–6(1), 6–1                           |
| 2015 | Premier       | Garbiñe Muguruza Carla Suárez Navarro  | Andrea Hlaváčková Lucie Hradecká              | 6–4, 6–4                              |
| 2016 | Premier       | Karolína Plíšková Barbora Strýcová (1) | Vania King Alla Kudrjavceva                   | 6–3, 7–6(1)                           |
| 2017 | Premier       | Ashleigh Barty (2) Casey Dellacqua (2) | Chan Hao-ching Zhang Shuai                    | 6–1, 2–6, [10–8]                      |
| 2018 | Premier       | Tímea Babos (2) Kristina Mladenovic    | Elise Mertens Demi Schuurs                    | 4–6, 6–3, [10–8]                      |
| 2019 | Premier       | Hsieh Su-wei (2) Barbora Strýcová (2)  | Anna-Lena Grönefeld Demi Schuurs (2)          | 6–4, 6(4)–7, [10–8]                   |
| 2020 | International | Annullato per pandemia di Coronavirus  | Annullato per pandemia di Coronavirus         | Annullato per pandemia di Coronavirus |
| 2021 | WTA 250       | Marie Bouzková Lucie Hradecká          | Ons Jabeur Ellen Perez                        | 6–4, 2–6, [10–8]                      |
| 2022 | WTA 250       | Ljudmyla Kičenok Jeļena Ostapenko      | Elise Mertens (2) Zhang Shuai (2)             | w/o                                   |
| 2023 | WTA 250       | Marta Kostjuk Barbora Krejčíková       | Storm Hunter Alycia Parks                     | 6–2, 7–6(7)                           |
| 2024 | WTA 250       | Hsieh Su-wei (3) Elise Mertens         | Miyu Katō Zhang Shuai (3)                     | 6–1, 6–3                              |
| 2025 | WTA 125       | Destanee Aiava Cristina Bucșa          | Alicia Barnett Elixane Lechemia               | 6-4, 6-2                              |

### Singolare maschile
| Anno | Campione      | Finalista    | Punteggio |
| ---- | ------------- | ------------ | --------- |
| 2025 | Otto Virtanen | Colton Smith | 6–4, 6–4  |

### Doppio maschile
| Anno | Campioni                        | Finalisti                  | Punteggio        |
| ---- | ------------------------------- | -------------------------- | ---------------- |
| 2025 | Marcelo Demoliner Sadio Doumbia | Diego Hidalgo Patrik Trhac | 6–4, 3–6, [10–5] |